# Salacia columna
Salacia columna är en benvedsväxtart som beskrevs av N. Hallé. Salacia columna ingår i släktet Salacia och familjen Celastraceae. Inga underarter finns listade.